# بیکن بوقلمون

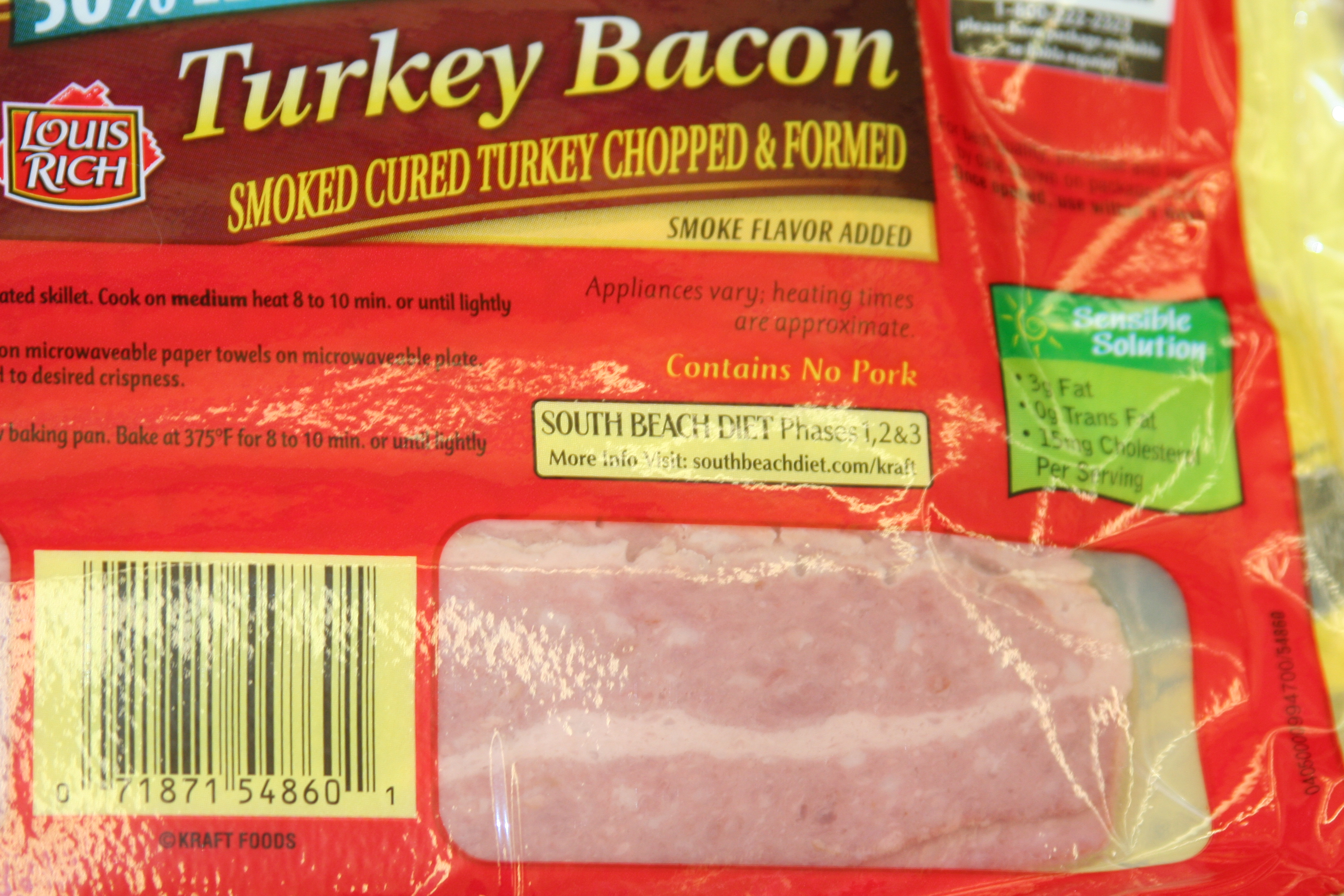
یک بسته بیکن بوقلمون در سوپرمارکتی در ایالات متحده

بیکن بوقلمون گوشتی است که از بوقلمون خرد شده، فرم گرفته، پخته شده و دودی تهیه می‌شود که معمولاً به عنوان جایگزینی کم چرب برای بیکن گوشت خوک به بازار عرضه می‌شود. همچنین ممکن است به عنوان جایگزینی برای بیکن استفاده شود که در آن محدودیت‌های مذهبی در مصرف گوشت خوک (به عنوان مثال حلال و کوشر) مصرف محصولات گوشت خوک را ممنوع می‌کند.

## آماده‌سازی

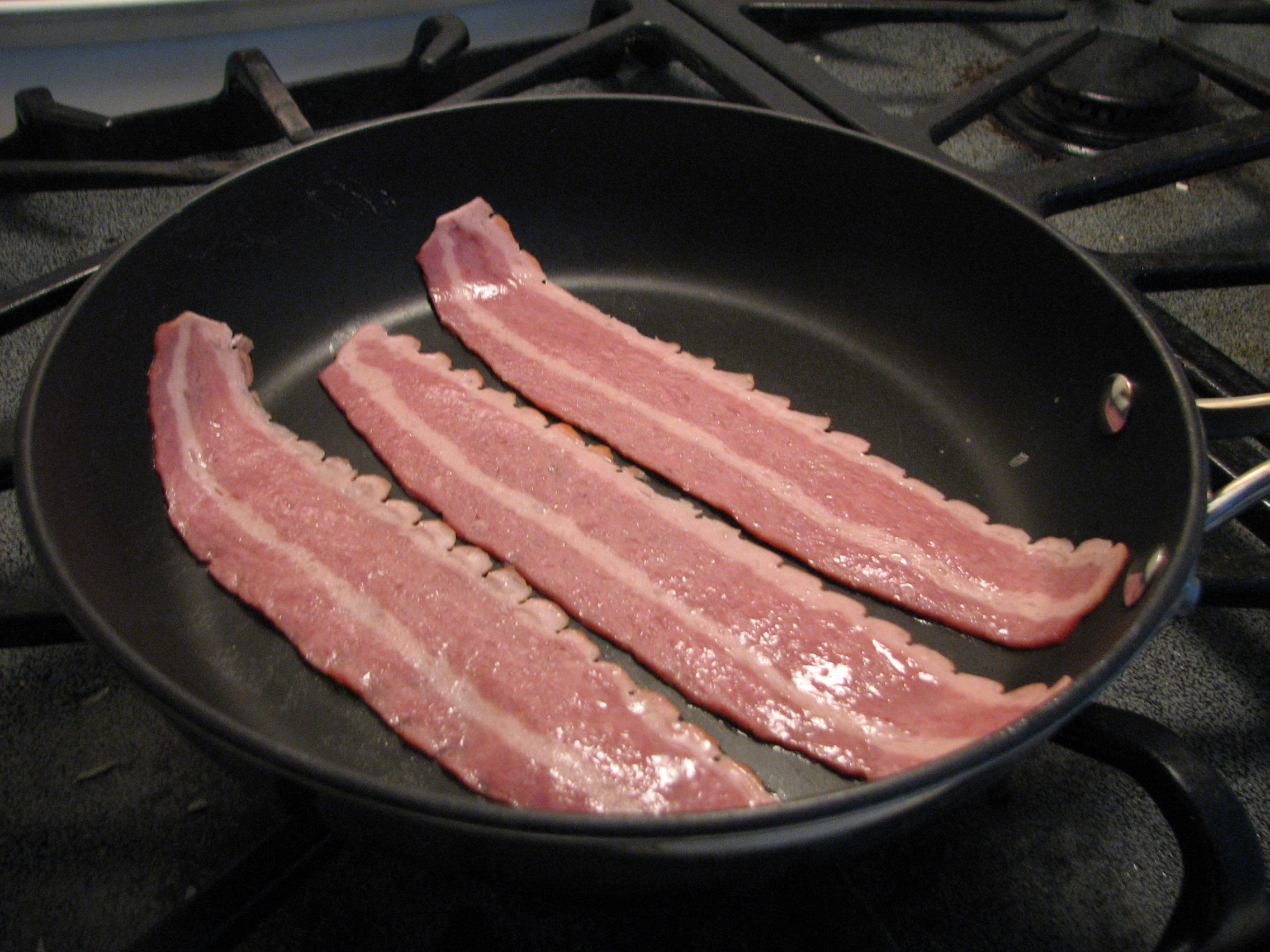
پخت بیکن بوقلمون در تابه.

بیکن بوقلمون را می‌توان با سرخ کردن در ماهیتابه یا سرخ کردنی سرخ کرد. بیکن بوقلمون پخته شده از گوشت تیره می‌تواند ۹۰ درصد بدون چربی باشد. می‌توان آن را مانند بیکن (مانند ساندویچ BLT) استفاده کرد، اما محتوای کم چربی بیکن بوقلمون به این معنی است که در حین پختن چروک نمی‌شود و تمایل به چسبیدن به ماهیتابه دارد، بنابراین سرخ کردن عمیق گزینه ای سریعتر و کاربردی تر است.

## جایگزین بیکن گوشت خوک
بیکن بوقلمون نسبت به بیکن گوشت خوک از نظر چربی و کالری کمتری دارد، اما میزان چربی کمتر آن باعث می‌شود در برخی موارد، مانند کباب کردن، نامناسب باشد. به آن «فیکن» نیز می‌گویند که ادغام دو واژه «جعلی» و «بیکن» است. به عنوان جایگزینی با چربی کمتر، در اوایل دهه ۹۰ در آمریکا محبوب شد.
بیکن بوقلمون جایگزینی برای افرادی است که به دلایل مذهبی یا رژیم غذایی گوشت خوک نمی‌خورند. گوشت خوک برای مسلمانان حرام (نه حلال) و برای یهودیان تریف (نه کوشر) است. هنگامی که Beautiful Brands International، یک شرکت از تولسا، اوکلاهاما، قراردادی را با یک شرکت عربستانی برای افتتاح ۱۲۰ مکان در هشت کشور خاورمیانه امضا کرد، آنها مجبور شدند در دستور العمل‌های خود در کافه Camille's Sidewalk، بیکن گوشت خوک را با بیکن بوقلمون حلال جایگزین کنند؛ زیرا شئونات اسلامی مصرف گوشت خوک و غیر حلال را ممنوع کرده‌است.

## ارزش غذایی
دو نوار بیکن بوقلمون باتربال حاوی ۳ گرم چربی و ۵۰ کالری (۳۲ درصد آن از چربی)؛ بیکن بوقلمون از لویی ریچ و مستر ترکیه حاوی ۵ و ۴ است گرم چربی، به ترتیب، در هر دو برش. در مقایسه، دو نوار بیکن معمولی گوشت خوک به‌طور متوسط حاوی ۷ عدد است گرم چربی اندرو اسمیت، در کتاب بوقلمون: یک داستان آمریکایی، خاطرنشان می‌کند که محصولات بوقلمون (از جمله بیکن بوقلمون) به‌طور متوسط دو برابر بیشتر از محصولات گوشت خوکی که جایگزین سدیم می‌شوند، دارند.